# Eugene Swift
Eugene D. Swift (né le 14 septembre 1964 à Oakland en Californie) est un athlète américain, spécialiste du 110 mètres haies. 

## Biographie
Troisième des sélections olympiques américaines de 1996, où il porte son record personnel sur 110 m haies à 13 s 21, il participe aux Jeux olympiques de 1996 à Atlanta, et se classe sixième de la finale dans le temps de 13 s 23 après avoir égalé son record en demi-finale.
Lors des Jeux panaméricains de 1999, à Winnipeg au Canada, Eugene Swift remporte la médaille de bronze du 110 m haies en 13 s 41, devancé par les Cubains Anier García et Yoel Hernández.

### Palmarès
| Date | Compétition        | Lieu     | Résultat | Épreuve     | Performance |
| ---- | ------------------ | -------- | -------- | ----------- | ----------- |
| 1996 | Jeux olympiques    | Atlanta  | 6e       | 110 m haies | 13 s 23     |
| 1999 | Jeux panaméricains | Winnipeg | 3e       | 110 m haies | 13 s 41     |

### Records
| Épreuve     | Performance | Lieu             | Date                                         |
| ----------- | ----------- | ---------------- | -------------------------------------------- |
| 110 m haies | 13 s 21     | Atlanta Winnipeg | 23 juin 1996 29 juillet 1996 28 juillet 1999 |